# Меттью Так
Меттью Так (англ. Matthew Tuck) - лідер валлійського металкор гурту Bullet for My Valentine, вокаліст та гітарист. Засновник та гітарист супергурту AxeWound. Народився 20 січня 1980 року в місті Брідженд, Уельс.

## Кар'єра
У дитинстві захоплювався хеві-металом 80-х, через це почав грати на гітарі. У 1996 році, разом з однокурсником по коледжу Майклом Томасом, заснував свій перший гурт Trauma, який грав у стилі панк-рок. У 1998 році Метт та Майк утворили новий гурт під назвою Jeff Killed John, який грав у стилі альтернативний метал. З неї з часом сформувався нинішній колектив Метта, Bullet for my Valentine. Так є основним композитором і поетом гурту. У 2012 році оголосив про створення сольного, музичного проекту, щоб реалізувати в ньому свої ідеї, які не потрапляють під формат Bullet for My Valentine — AxeWound.

Меттью брав участь в записі альбому гурту Apocalyptica, виконавши разом з Максом Кавалера пісню Repressed. Також брав участь у записі пісні «Ashes» гурту Black Tide.

## Сім'я
Так одружився з Шарлоттою Біделл з якою зустрічався доволі довго, це відбулося 7 вересня 2013 в Лондоні. У пари є син Евант, що народився у 2010 році.

## Цікаві відомості
- Метт найвищий в групі, його зріст 1.80 см.

- Метт зацікавився металом у віці 14 років, внаслідок цього він захопився грою на гітарі.

- Улюблена група Метта - Metallica, також він слухає Iron Maiden, Judas Priest, Motley Crue, Killswitch Engage, Black Sabbath, Megadeth, Pantera, Dragonforce.

- У Метта нібито існував комплекс з приводу його носа.

- Педж називає Метта дуже веселою та скромною людиною.

- Метт навчався в Бріджендському коледжі.

- Захоплення Метта: написання пісень, інтернет, фільми жахів, спортивні машини, гітари.

- Крім гітари, Метт так же вміє грати на губній гармошці, клавішних, та на ударній установці.

- Найбільше Метт ненавидить британську поп-музику та інді-рок.

- До недавнього часу Метт був худорлявої статури, але нещодавно поправився та став більш відповідати своєму віку.